# 期間延長バラエティー アキトム! DX
期間延長バラエティー アキトム! DX（きかんえんちょうバラエティー アキトム! デラックス）は、北海道放送（HBCラジオ）で放送していたラジオ番組。放送時間は日曜日13:00～17:00。

## 番組概要
前々番組の「期間限定バラエティー アキトム! (仮)」、前番組の「時間変動バラエティー アキトム! ( )」は、HBCラジオのプロ野球中継「HBCスーパーベースボール サンデーファイターズ」のクッション番組だった。
当番組は野球シーズンが終わってから始まった。しかし、北海道日本ハムファイターズがプレーオフに1位通過で進出し、ファーストステージの西武vsソフトバンクの試合をHBCラジオが中継したため、初回の放送が10月15日になった。さらに当初はパ・リーグのプレーオフ第2ステージを中継する予定だったが、日本ハムが2連勝で優勝したため、10月22日が初回になった（17時からの番組「ガンちゃんの世界一面白いプロ野球の番組」の収録が間に合わなかったため、17時30分までの拡大放送となった）。しかし翌週、日本シーズンを中継したため、また番組が中止になった。
2007年度からは再び「時間変動バラエティー アキトム! ( )」に戻った。

## パーソナリティ
- 小橋亜樹（アキ）
- 中野智樹（トム）

## アナウンサー
ニュース、道路情報、天気予報などを担当した。
- 森理恵 - エンディングのメール紹介
- 赤城敏正
- 佐々木佑花
- 山田泰子
- 山崎英樹

## 関連番組
- ベストテンほっかいどう
- ラジ魂
- ウィークデーナイトは遊ばないと!